# Qingke jiu
La désignation chinoise qingke jiu (chinois : 青课酒 ; pinyin : qīngkè jiǔ ; litt. « alcool d'orge nue ») recouvre un ensemble de boissons alcoolisées principalement à base d'orge nue, allant de la boisson fermentée connue en français sous son nom tibétain chang (ce dernier pouvant être fait à base d'autres céréales), à la boisson spiritueuse obtenue par distillation d'orge nue, et produite en Chine, dans la région autonome du Tibet, ainsi que dans les provinces du Qinghai et du Sichuan, principalement par les minorités tibétaines et mongoles tu.

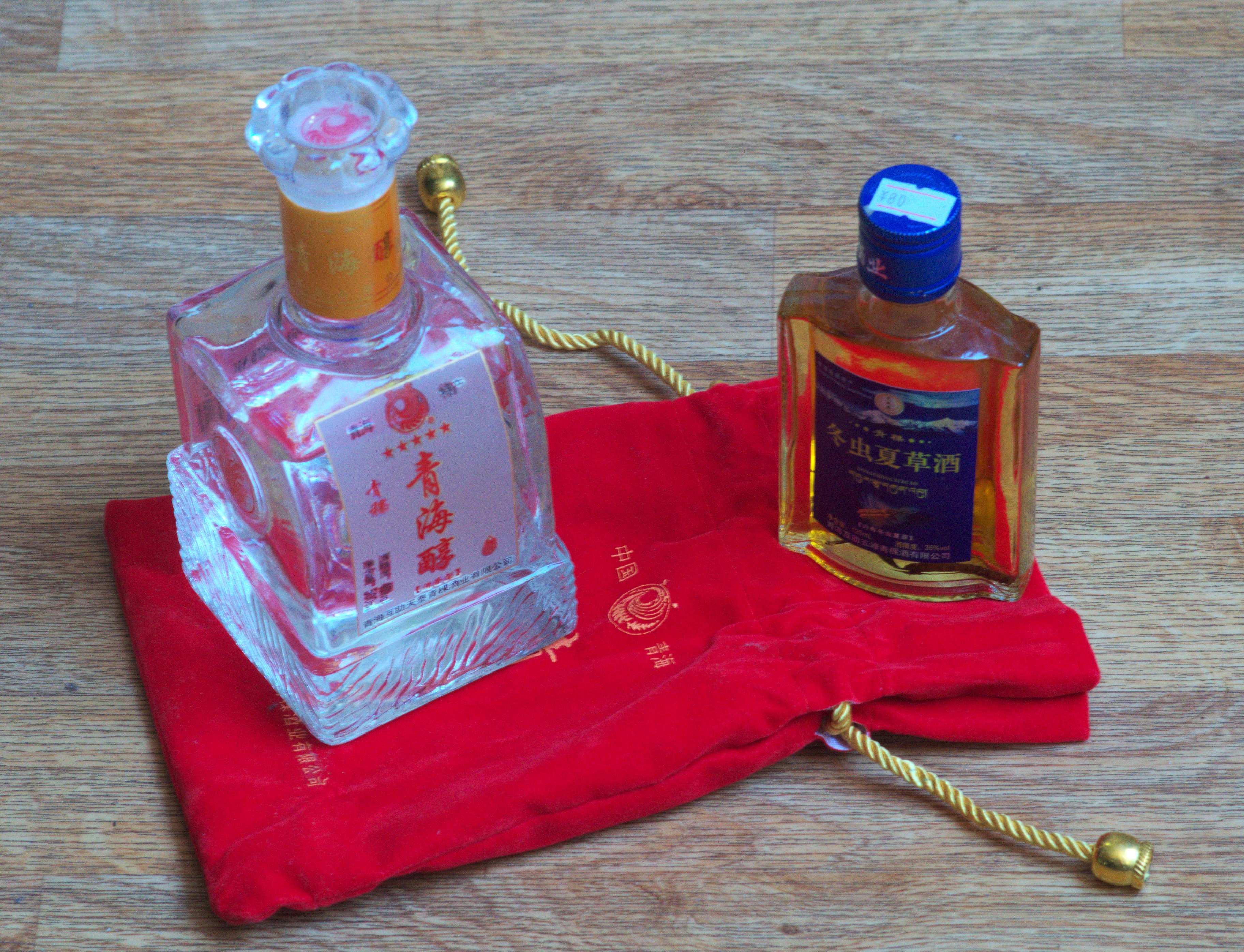
Deux bouteilles de qingke jiu produites dans la province du Qinghai, celle de droite est plus douce et contient des plantes médicinales.

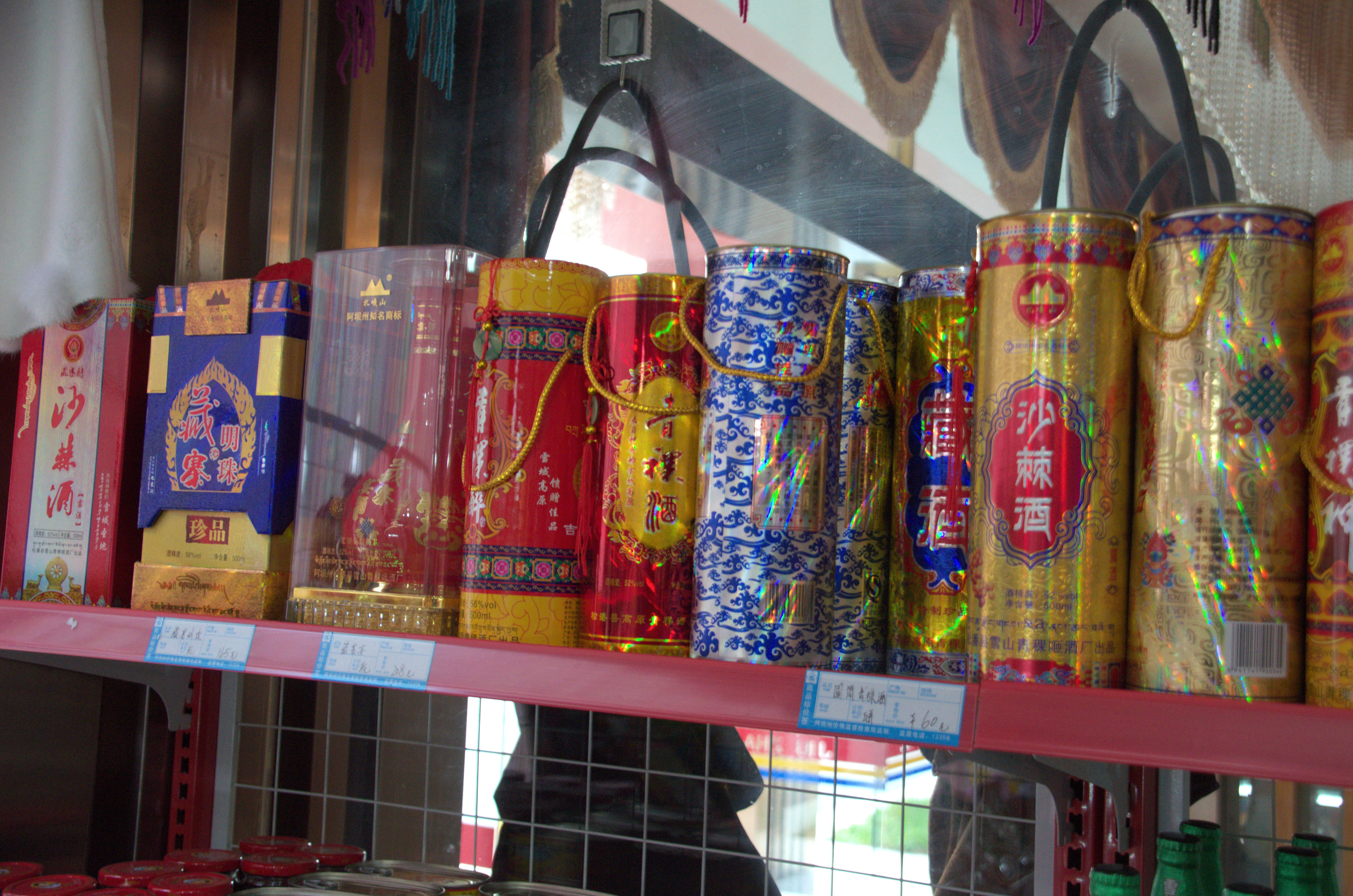
Alignement de bouteilles de qingke jiu dans une boutique de Jiuzhaigou, province du Sichuan.

Le qingke jiu fabriqué à base d'orge nue est offert avec l'écharpe de félicité ou khata aux visiteurs venus de loin, lors d'un mariage, d'une naissance, du nouvel an (Losar),.

## Types d'alcool d'orge nue
Il existe différentes variétés de qingke jiu chez les Tibétains zang :
- une variété faible en alcool, à la couleur légèrement jaune vert, aigre-douce légèrement sucrée, dont le premier tirage titre 15 à 20 pour cent d'alcool, le second à environ 10 pour cent et le troisième à seulement 5 à 6 pour cent, certains l'appellent bière d'orge du Tibet (青稞啤酒, gīngkē píjiǔ)[5], comparable au chang. Ce dernier peut cependant également être fait d'avoine nue[6] ou de millet[7],[8] ;
- l'alcool d'orge à degré élevé, qui utilise une technique locale distillation et qui peut atteindre 60 % d'alcool, il est alors appelé eau-de-vie (baijiu) d'orge du Tibet (青稞白酒, gīngkē báijiǔ)[9].

Les paysans mongols tu (ou Monguor) du Qinghai boivent et brassent également un alcool d'orge du Tibet ; le leur est du type mingxi (酩醯, mǐngxī, « aigre-saoul »), qu'ils appellent « sibai doulasi » (斯拜·都拉斯, sībài dōulāsī). Cette méthode de brassage est assez différente de celle des Tibétains zang.
Le chang à base d'orge nue (connu sous le nom de qingke jiu en chinois) est la principale boisson alcoolique du Tibet,. Il ressemble au vin de riz aigre-doux.
La renommée du qingke jiu de distillation du Qinghai s'étend à toute la Chine.

## Le qingke jiu de fermentation ou chang
Le chang, tchang, chhang,  ou chhaang (du tibétain : ཆང་, Wylie : chang ; chinois : 青稞酒 ; litt. « qingke jiu »), est une boisson fermentée, de type bière traditionnelle, très prisée des Tibétains. Cette bière, au goût de cidre fermier et au titre d'alcool de 4.2 à 4.7%, est brassée à partir d'orge nu mais aussi parfois d'autres céréales. Traditionnellement fabriqué à la maison, le chang est désormais fabriqué également en usine. 

### Extension géographique
Le chang se rencontre en Chine (région autonome du Tibet, Qinghai, Sichuan), en Inde (Ladakh, Sikkim), au Népal et au Bhoutan. 
Dans la préfecture de Shigatsé, connue pour être le « grenier du Tibet » et où la moisson de l'orge a lieu en septembre et octobre, le mois d'août est la saison où l'on prépare le chang,.

### Dans les rites sociaux et la culture populaire
En marque d'hospitalité, les Tibétains honorent leurs invités par un traditionnel échange de khata puis leur offrent du chang ou du thé au beurre.
Le premier jour des festivités du Losar, la célébration du Nouvel An tibétain comporte la consommation de chang.
Le chanteur tibétain Yungdrung Gyal (tibétain : གཡུང་དྲུང་རྒྱལ་, Wylie : g.yung drung rgyal, THL : yungdrung gyal, 容中尔甲 interprète sur son album Gaoyuan Hong (《高原红》) « Je vous offre un bol de chang » (敬你一碗青稞酒) en mandarin.
La série d'émissions sur la gastronomie chinoise, A Bite of China (en) (舌尖上的中国, shéjiān shàng de Zhōngguó, « La Chine sur le bout de la langue »), consacre un documentaire au chang dans l'épisode 7 de la saison 1 intitulé « Our Farm (我们的田野) ».

## Le qingke jiu de distillation

### Lieux de production
Dans l'espace culturel tibétain, l'alcool distillé obtenu à partir d'orge ou d'autres céréales est généralement connu sous le nom de ara, arag ou arak (Tibétain et Dzongkha: ཨ་རག་; Wylie: a-rag, terme dérivé de l'arabe عرق,ʿaraq). Ce terme est également utilisé chez les Mongols, avec l'aïrag (koumis chez les peuples turcs), pour désigner l'alcool de lait de jument.
Le qingke jiu de distillation est produit principalement dans la province du Qinghai (Amdo). Il existe également une distillerie au Sichuan (Kham), dans le district de Litang.

### Fabrication
Les méthodes de fabrication utilisant la distillation peuvent faire monter le degré d'alcool de cette boisson jusqu'à 60°, elle s'appelle alors également qingke baijiu (青课白酒, qīngkè báijiǔ, « eau-de-vie d'orge du Tibet »).
Dans la province du Sichuan, les Tibétains fabriquant à la maison leur qingke jiu, faisant griller d'abord les grains d'orge en les remuant avec une pomme de terre afin de ne pas les briser. L'orge une fois cuite à 30% est alors à moitié bouillie, puis mise dans un pot sur le toit, au milieu d'herbes pour la faire fermenter pendant trois jours. Cela permet d'obtenir une liqueur appelée suanjiu (chinois : 酸酒 ; pinyin : suānjiǔ ; litt. « vin aigre ») qui titre moins de 20 %, ce n'est pas encore le qingke jiu. Le suanjiu est ensuite mis au fond d'une jarre en métal, un pot y est placé, puis le couvercle est refermé à l'aide d'une pâte à pain pour bien le sceller. De l'eau froide est alors ajoutée par-dessus, avec le froid la vapeur d'alcool dégagée par le suanjiu chauffé se condense et tombe dans le pot placé à l'intérieur de la jarre, donnant le qinke jiu.
La distillerie de Litang produit une eau-de-vie faite à partir d'orge local et dans laquelle baignent des champignons parasites de chenilles (ophiocordyceps sinensis, tibétain : དབྱར་རྩྭ་དགུན་འབུ་, Wylie : dbyar rtswa dgun 'bul, littéralement : « ver l'hiver, herbe l'été », parfois également translittéré en yarchagumba ou yartsa gunbou, chinois : 冬虫夏草 ; pinyin : dōngchóng xiàcǎo, hindi यार्चा गुम्बा, népali यार्सा गुम्बा) et des pousses de fritillaires. Cette dernière s'appelle en chinois dongchong xiacao jiu 冬虫夏草酒, dōngchóng xiàcǎo jiǔ. Elle titre dans les 30°